# Meglica E
Meglica "E" ali "Barnardova E" (uradno poimenovana Barnard 142 in 143) je par temnih meglic v ozvezdju Orla. Meglica je dobro definirano temno območje na ozadju Rimske ceste iz ogromno zvezd vseh magnitud. Njena velikost je okoli eno polno luno, kar je okoli 0,5 stopinj. Od Zemlje je oddaljena okoli 2.000 svetlobnih let.